# 北仑姬蛙
北仑姬蛙（学名：Microhyla beilunensis），一种于中华人民共和国浙江省宁波市北仑区柴桥街道境内发现的两栖动物，隶属于姬蛙科姬蛙属。

## 形态特征
北仑姬蛙体型较小，体长19.08～23.73毫米，雌蟾体长26.39～28.25毫米。身体背部皮肤粗糙，具密集的疣粒，呈褐色或灰褐色，具有浅褐色边缘的深褐色斑纹；身体两侧具有镶黄边的黑色条纹；身体腹部皮肤光滑，咽喉部黑紫色，胸腹部白色具紫色云斑。